# La vita è un sogno (film 1993)
La vita è un sogno (Dazed and Confused) è un film del 1993 diretto da Richard Linklater. Il titolo originale del film deriva presumibilmente dall'omonima canzone di Jake Holmes.

## Trama
Austin, Texas, 28 maggio 1976: è l'ultimo giorno di scuola. Nell'arco di un'intera giornata si snodano le vicende parallele di Mitch Kramer e Sabrina Davis, due matricole studentesche del liceo che subiscono vessazioni tipiche da "rituale d'iniziazione" da parte degli studenti più anziani, finché Randall "Pink" Floyd e Jodi, sorella di Mitch, non li prendono rispettivamente sotto la loro protezione. La storia prosegue per una notte intera, in cui si osservano amori e pensieri dei protagonisti.

## Produzione

### Cast
Il film segna alcune tra le prime apparizioni di diversi attori all'epoca sconosciuti che in seguito sarebbero diventati volti noti del cinema, come Milla Jovovich, Cole Hauser, Rory Cochrane e i premi Oscar Matthew McConaughey, Ben Affleck e Renée Zellweger.

### Colonna sonora
Linklater si avvicinò ai membri sopravvissuti dei Led Zeppelin per ottenere il permesso di usare la loro canzone Rock and Roll nel film. Jimmy Page e John Paul Jones accettarono, ma Robert Plant rifiutò.

## Distribuzione
Il film è stato distribuito nelle sale americane il 24 settembre 1993, ottenendo un tiepido risultato di pubblico con un incasso di appena 8 milioni di dollari. Ciononostante, negli anni successivi la sua reputazione è andata crescendo fino a diventare un cult generazionale negli Stati Uniti, venendo citato e omaggiato in numerose opere.

### Edizione italiana
Dato l'insuccesso in patria e il nome poco conosciuto del regista, in Italia il film fu distribuito nel 1994 direttamente in VHS con il titolo La vita è un sogno. Il doppiaggio è stato affidato alla società S.E.D.E. di Milano e diretto da Maria Teresa Letizia su dialoghi di Gabriella Fantini.

## Colonna sonora
1. Sweet Emotion - Aerosmith
2. Highway Star - Deep Purple
3. School's Out - Alice Cooper
4. Jim Dandy - Black Oak Arkansas
5. Why Can't We Be Friends - War
6. Stranglehold - Ted Nugent
7. No More Mr. Nice Guy - Alice Cooper
8. Free Ride - Edgar Winter
9. Do You Feel Like We Do - Peter Frampton
10. Low Rider - War
11. Hurricane - Bob Dylan
12. I Just Want to Make Love to You - Foghat
13. Love Hurts - Nazareth
14. Paranoid - Black Sabbath
15. There's Never Been Any Reason - Head East
16. Tush - ZZ Top
17. Fox on the Run - Sweet
18. Slow Ride - Foghat
19. Rock & Roll Hoochie Koo - Rick Derringer
20. Show Me the Way - Peter Frampton
21. Lord Have Mercy on My Soul - Black Oak Arkansas
22. Balinese - ZZ Top
23. Rock & Roll All Nite - Kiss
24. Right Place, Wrong Time - Dr. John
25. Livin' in the USA - Steve Miller
26. Hey Baby - Ted Nugent
27. Cherry Bomb - The Runaways
28. Summer Breeze - Seals & Crofts
29. Tuesday's Gone - Lynyrd Skynyrd